# Saison 2012 des Diamondbacks de l'Arizona
La saison 2012 des Diamondbacks de l'Arizona est la 15e saison en Ligue majeure de baseball pour cette franchise. Les Diamondbacks subissent 13 défaites de plus qu'en 2011 et complètent le calendrier régulier en troisième place de la division Ouest de la Ligue nationale avec 81 victoires et 81 défaites.

## Contexte
Les Diamondbacks remportent en 2011 le championnat de la division Ouest de la Ligue nationale avec 94 victoires et 68 défaites, pour un premier titre de section et une première participation aux séries éliminatoires depuis 2007. Avec 29 victoires de plus que la saison précédente, il s'agit d'un remarquable retour pour le club, qui avait terminé en 5e et dernière place de sa division en 2010. Le jeune Justin Upton s'affiche parmi les meilleurs joueurs de la ligue, le lanceur Ian Kennedy est un candidat au trophée Cy Young et le manager Kirk Gibson est élu gérant de l'année dans la Nationale. Le parcours des Diamondbacks en éliminatoires est freiné dès le premier tour alors qu'ils s'inclinent en Série de divisions au terme d'une chaude lutte livrée aux Brewers de Milwaukee.

## Intersaison
Dès la saison 2011 officiellement terminée, la première tâche à laquelle s'attaquent les Diamondbacks est celle de mettre sous contrat des joueurs qui risquent de quitter le club : en novembre, les joueurs de champ intérieur Aaron Hill deux ans, John McDonald et Willie Bloomquist obtiennent tous de nouvelles ententes de deux saisons, tandis que le receveur accepte un nouveau contrat d'un an. En décembre, le joueur de premier but Lyle Overbay reçoit un contrat d'une saison. Quant au lanceur partant gaucher Joe Saunders, c'est le 17 janvier 2012 qu'il appose sa griffe sur un nouveau contrat de 6 millions de dollars pour une saison avec les Diamondbacks.
Le 9 décembre, les Diamondbacks font l'acquisition du lanceur partant droitier Trevor Cahill et du lanceur de relève gaucher Craig Breslow des Athletics d'Oakland en retour de trois jeunes joueurs : le voltigeur Collin Cowgill et les lanceurs droitiers Jarrod Parker et Ryan Cook.
Arizona met sous contrat le 6 décembre le lanceur droitier Joe Martinez, qui a évolué en ligues mineures avec un club-école des Indians de Cleveland en 2011. Un autre droitier, Takashi Saito, rejoint les D-Backs le 14 décembre en provenance des Brewers de Milwaukee.
Le 20 décembre, le voltigeur Jason Kubel, qui a joué ses 8 premières saisons avec les Twins du Minnesota, signe pour deux ans avec Arizona.
Le lanceur droitier Micah Owings quitte pour les Padres de San Diego le 2 février. Russell Branyan, Sean Burroughs, Zach Duke, Armando Galarraga, Juan Gutiérrez, Jason Marquis et Xavier Nady ne reviennent pas non plus en Arizona en 2012.

## Calendrier pré-saison
L'entraînement de printemps des Diamondbacks s'ouvre en février et le calendrier de matchs préparatoires précédant la saison s'étend du 3 mars au 4 avril 2012.

## Saison régulière
La saison régulière des Diamondbacks se déroule jusqu'au 3 octobre 2012 et prévoit 162 parties. Elle débute par une visite des Giants de San Francisco pour le match d'ouverture à Chase Field le 6 avril.

### Mai
- 2 mai : Wade Miley, des Diamondbacks, est élu recrue par excellence du mois d'avril dans la Ligue nationale[22].

### Juin
- 29 juin : Aaron Hill devient le premier joueur de la Ligue majeure depuis Babe Herman en 1931 à réussir deux cycles dans une même saison. Hill avait accompli cet exploit le 18 juin précédent[23].

### Juillet
- 25 juillet : Les Diamondbacks échangent le troisième but Ryan Roberts aux Rays de Tampa Bay contre le joueur de deuxième but des ligues mineures Tyler Bortnick[24].

### Classement
| Ligue nationale (Division Ouest) | V  | D  | %    | Diff. |
| -------------------------------- | -- | -- | ---- | ----- |
| Giants de San Francisco          | 94 | 68 | ,580 | -     |
| Dodgers de Los Angeles           | 86 | 76 | ,531 | 8     |
| Diamondbacks de l'Arizona        | 81 | 81 | ,500 | 13    |
| Padres de San Diego              | 76 | 86 | ,469 | 18    |
| Rockies du Colorado              | 64 | 98 | ,395 | 30    |

## Affiliations en ligues mineures
| Niveau            | Équipe                  | Ligue                         |
| ----------------- | ----------------------- | ----------------------------- |
| AAA               | Aces de Reno            | Ligue de la côte du Pacifique |
| AA                | BayBears de Mobile      | Southern League               |
| A-Advanced        | Visalia Rawhide         | California League             |
| A                 | South Bend Silver Hawks | Midwest League                |
| A (saison courte) | Bears de Yakima         | Northwest League              |
| Ligue des recrues | Missoula Osprey         | Pioneer League                |
| Ligue des recrues | AZL Diamondbacks        | Arizona League                |
| Ligue des recrues | DSL Diamondbacks        | Dominican Summer League       |